# Урацил
Урацил (2,4-диоксипиримидин) — пиримидиновое основание, которое является компонентом рибонуклеиновых кислот и, как правило, отсутствует в дезоксирибонуклеиновых кислотах, входит в состав нуклеотида. В составе нуклеиновых кислот может комплементарно связываться с аденином, образуя две водородные связи.

## Физические свойства
Белое аморфное вещество или иглоподобные кристаллы, растворимые в горячей воде.

## Химические свойства
Обладает амфотерными свойствами, способен к таутомерии.
Возможные таутомеры:

## История открытия
Впервые обнаружен в 1900 году в продуктах расщепления нуклеиновых кислот из дрожжей.